# سامانثا جو
سامانثا جو هي ممثلة كندية، ولدت في 29 مارس 1991 في باري في كندا.

## وصلات خارجية
- سامانثا جو على موقع IMDb (الإنجليزية)
- سامانثا جو على موقع قاعدة بيانات الفيلم (الإنجليزية)